# Església de la Mare de Déu Benauradíssima
L'església de la Mare de Déu Benauradíssima (en grec: εκκλησία της Θεοτόκου Παμμακάριστου, Eklisia tis theotoku Pammakàristu) és una de les esglésies ortodoxes gregues més famoses d'Istanbul (Turquia). Transformada en mesquita el 1591 després de la conquesta de Mehmet II, va prendre el nom de Mesquita de Fethiye (en turc: Fethiye Camii – 'Mesquita de la Conquesta'). Una part, la parecclesion, ara serveix de museu.
L'edifici és un dels exemples més importants de l'arquitectura paleològica i el darrer edifici preotomà que va albergar l'Església ortodoxa de Constantinoble abans de la conquesta. Hui, conté la col·lecció més gran de mosaics romans d'Orient d'Istanbul després de Santa Sofia i l'església de Cora.

## Ubicació
L'església es troba al barri de Çarșamba, al districte de Fatih, dins les muralles de Constantinoble. Té vistes al Corn d'Or.

## Història
Segons la majoria d'estudiosos, l'església es va construir al segle XI o XII. Alguns historiadors i arqueòlegs n'atribueixen l'estructura original a Miquel VII Ducas (1071-1078), altres creuen que es fundà en el període dels Comnens. Una inscripció, ara perduda, esmenta un tal Joan Comné i la seua dona Anna.
S'hi va afegir al costat sud de l'església una capella lateral (parecclesion o parekklesion), a començament de l'era del Paleòleg, dedicada a la Paraula de Déu (Christos Logos. El terme Logos designa en la teologia ortodoxa oriental la segona persona de la Santíssima Trinitat). Aquest petit santuari el va erigir Marta Glabes en memòria del seu difunt marit, el protostrator Miquel Glabes Tarcaniota, general d'Andrònic II Paleòleg després de l'any 1310. Una elegant inscripció en honor de Crist, escrita pel poeta Manuel Files, recorre la paracclesion tant per dins com per fora. Aleix I Comné i la seua filla Anna Comnena hi foren enterrats.
Aquest afegit es va utilitzar per a renovar el cos de l'església, tal com es mostra en l'estudi del templet.  Després de la caiguda de Constantinoble, la seu del Patriarcat Ecumènic es va transferir primer a l'Església dels Sants Apòstols, i després, el 1456, a l'església de la Mare de Déu Benauradíssima, on va romandre fins al 1587.
El 1587, el sultà Murat III confiscà l'església i la va transformar en una mesquita, que anomenà Fetih ('Conquesta') per celebrar la conquesta de Geòrgia i l'Azerbaidjan. La majoria de les parets interiors es destruïren per fer més espai per a la sala de pregària.
Posteriorment, descuidat, el conjunt arquitectònic es va restaurar el 1949 pel Byzantine Institute of America i Dumbarton Oaks, que el retornaren a l'esplendor primigènia. De llavors ençà, l'edifici central ha continuat sent una mesquita, però la paracclesion s'ha convertit en museu.

## Arquitectura i decoració
L'edifici del període Comné era una església amb una nau principal i dos deambulatoris, tres absis i un nàrtex. Tal com es practicava durant el període Comné, la maçoneria utilitzava la tècnica anomenada de "rajola encaixada", que consistia a alinear rajoles enrere respecte al mur i cimentar-les en un llit de morter que encara es pot veure a l'església i a la cisterna subterrània. L'edifici primer fou considerablement modificat quan esdevingué mesquita. Les arcades que connectaven les naus laterals amb l'ambulatori s'eliminaren i substituïren per una gran volta que permetia eixamplar la nau. També se'n van eliminar els tres absis; en el seu lloc es va construir una gran cúpula, orientada cap a l'est, contràriament a l'orientació general de l'edifici.
La paracclesion n'és un dels millors exemples d'edificis del període romà tardà de Constantinoble. La seua arquitectura és la d'una església amb creu inscrita i cinc cúpules, però les proporcions dels plans vertical i horitzontal són molt més grans que la norma de l'època.
Malgrat que el revestiment interior de marbre de colors ha desaparegut quasi totalment, el santuari encara conté diversos plafons de mosaic que, tot i que no són tan variats i ben conservats com els de l'església del Sant Salvador de Cora, són una font d'informació per a comprendre millor l'art romà d'Orient.
Davall la cúpula principal hi ha una representació del Pantocràtor, i de profetes de l'Antic Testament. A l'absis, hi ha representat Crist Hiperàgat amb la Mare de Déu i Joan Baptista. A la dreta de la cúpula, s'ha conservat una representació del baptisme de Jesús.

## Galeria d'imatges

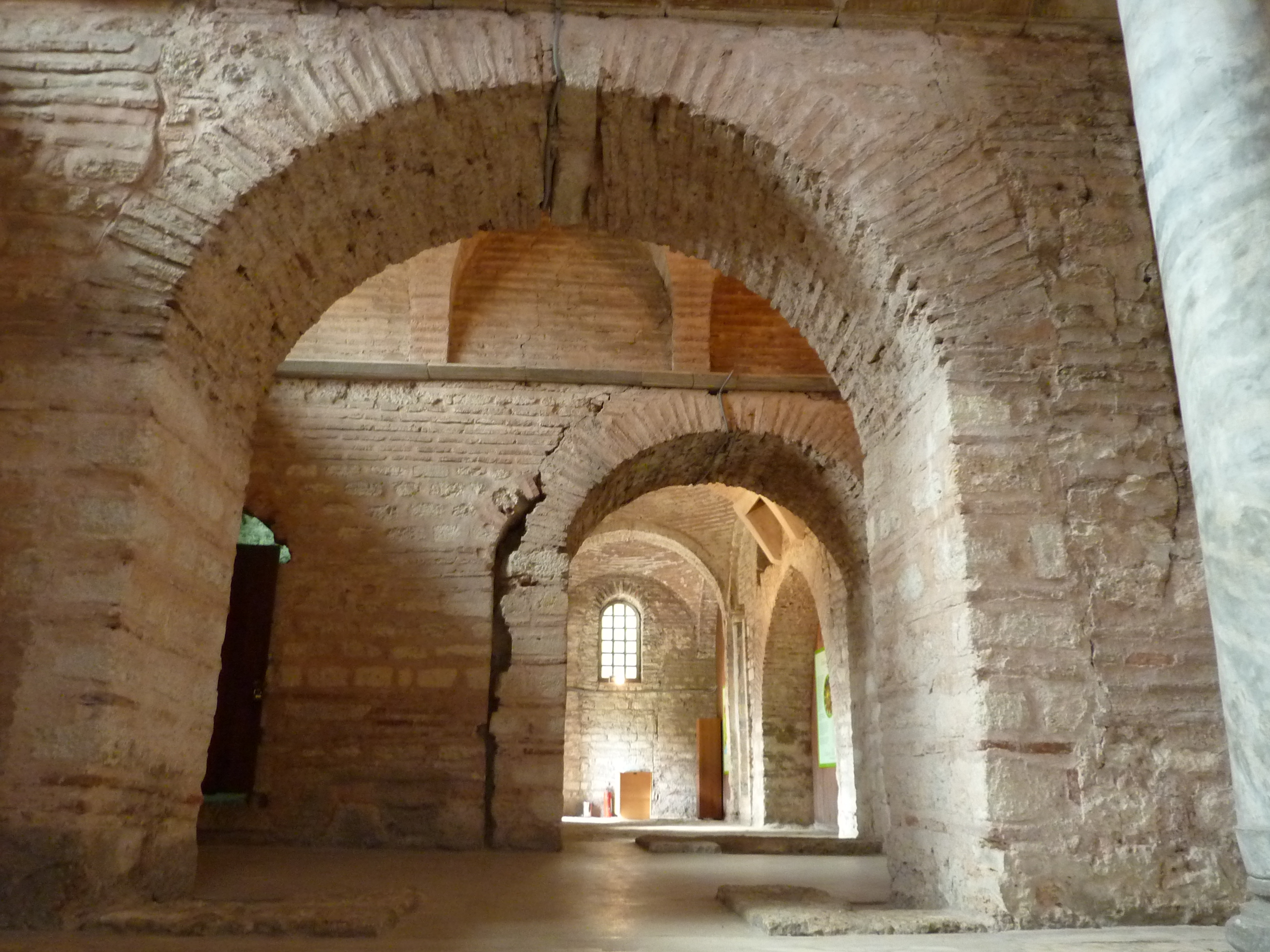
Interior de la paracclesion
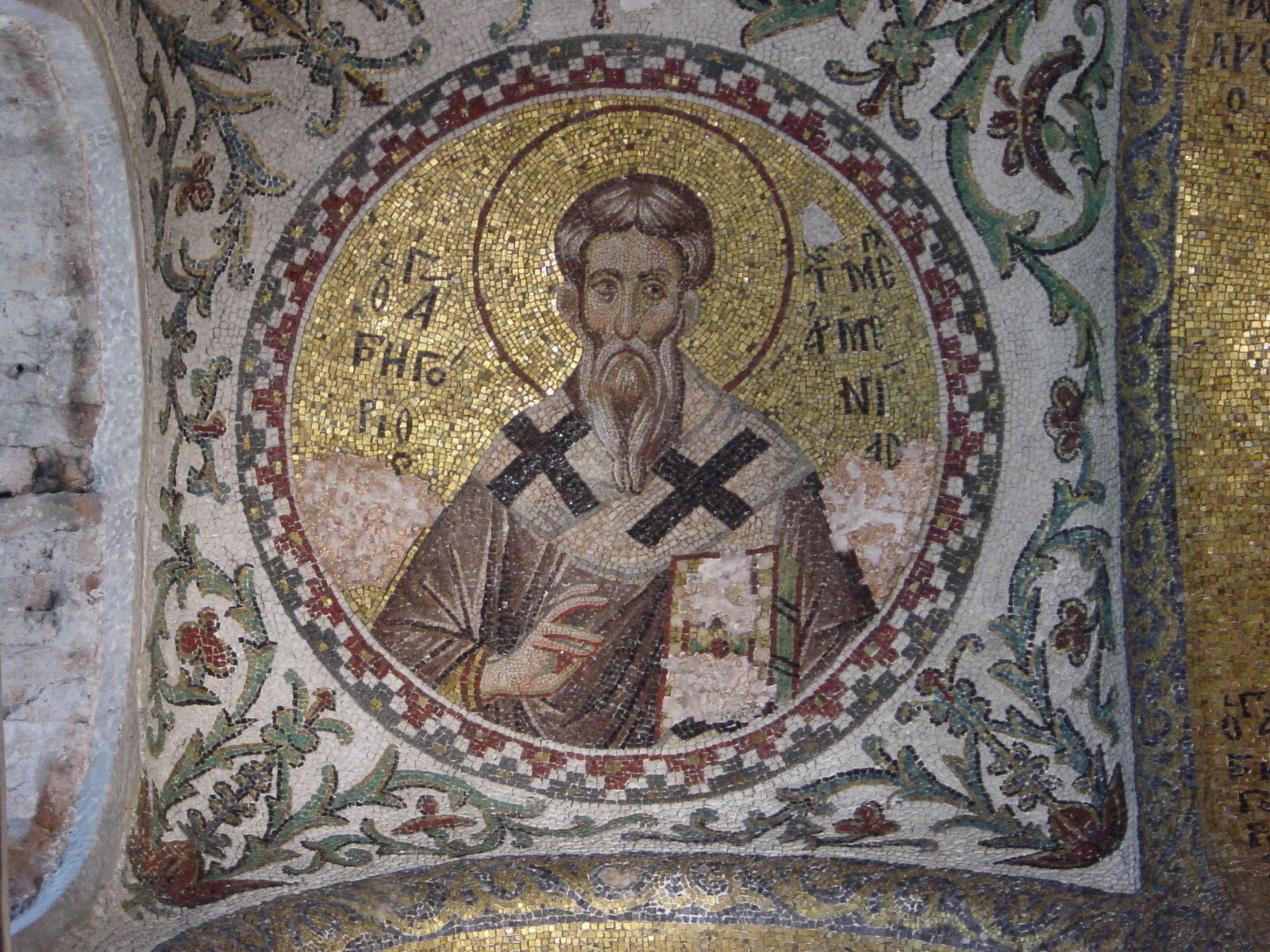
Sant Gregori l'Il·luminador, patró de l'Església Armènia
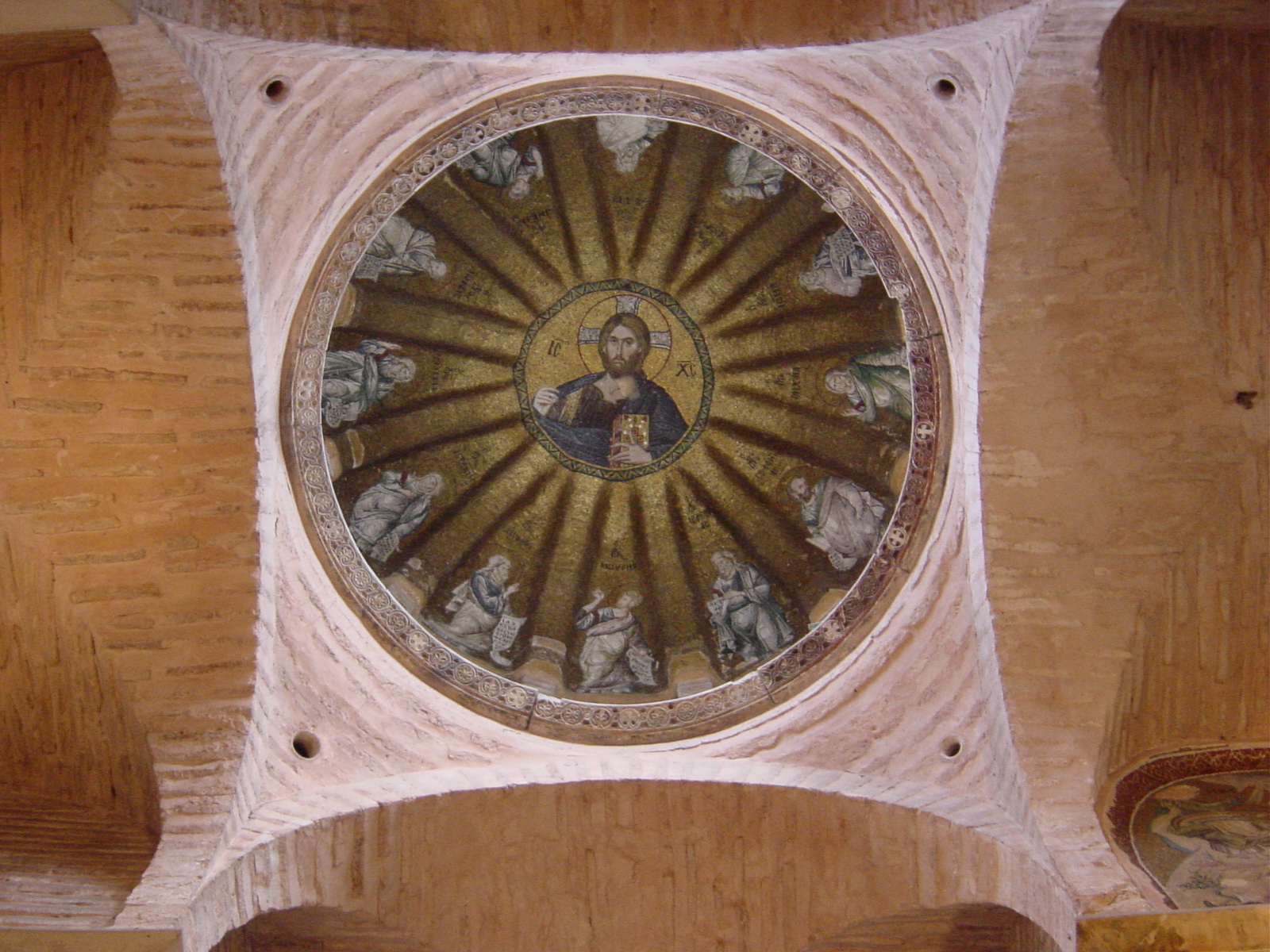
La cúpula central de la paracclesion representa Crist Pantocràtor envoltat pels profetes de l'Antic Testament
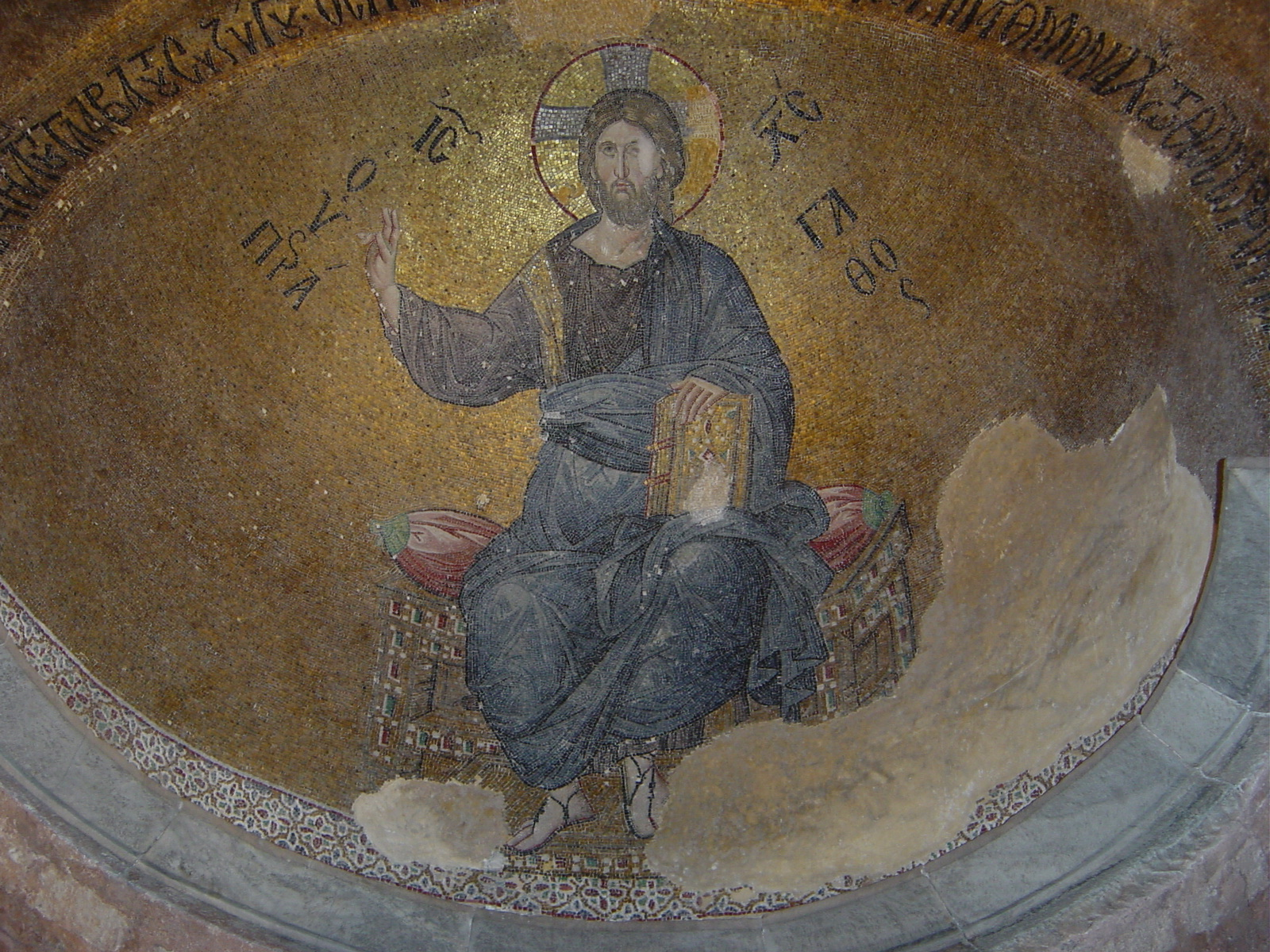
Mosaic que representa Crist sobre fons daurat
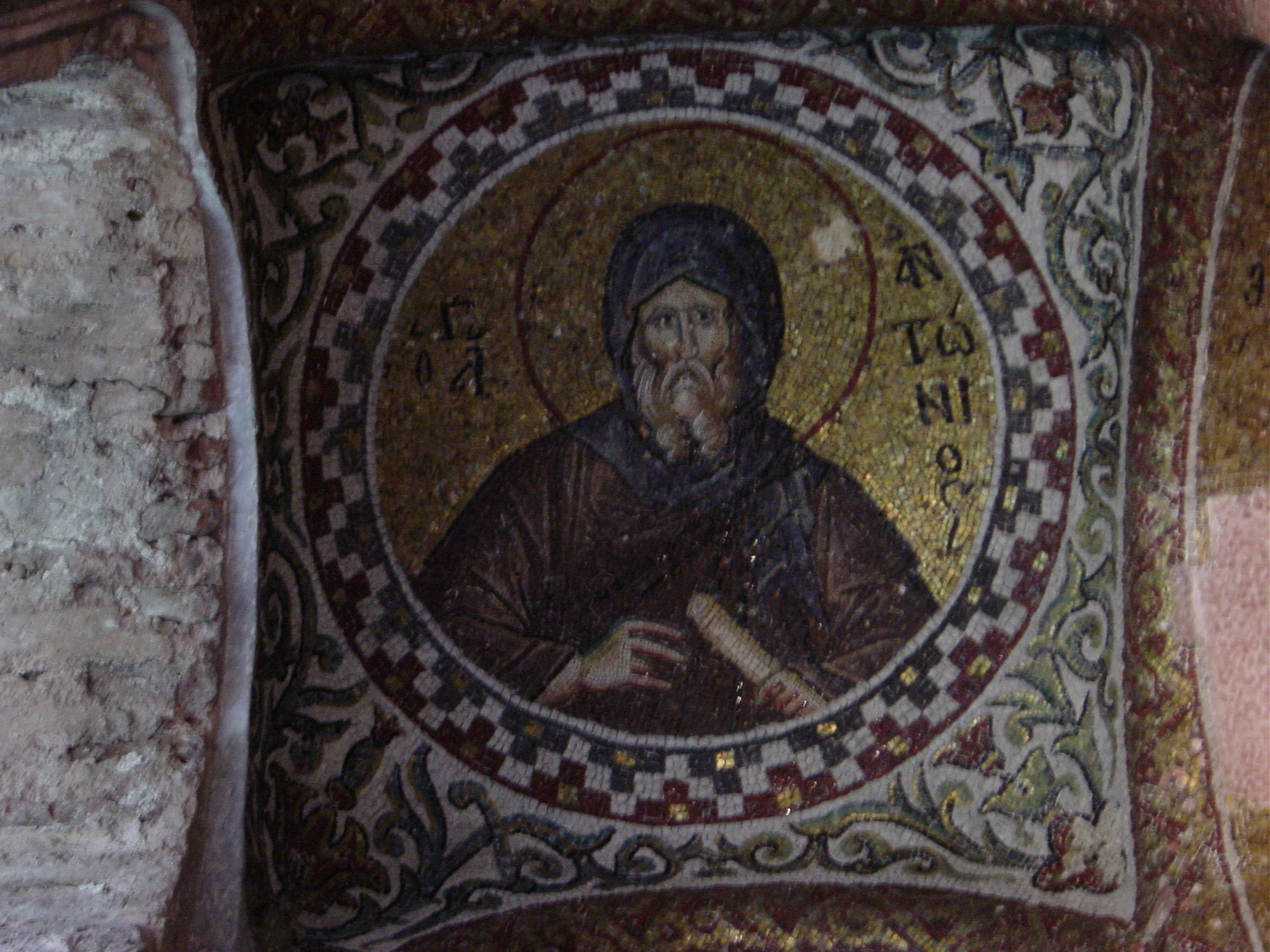
Mosaic que representa sant Antoni

## Nota
1. ↑  Barrera que separa el clergat dels fidels en les esglésies ortodoxes, corresponent al cancell de les esglésies occidentals.